# Титаноніобати
Титаноніобати — група мінералів — солей ніобієвих кислот (ортоніобієвої H3NbO4 і метаніобієвої HNbO3), які містять титан. У мінералогії розглядаються як складні оксиди.